# 07
07 je sedmé studiové album české hudební skupiny Chinaski. Bylo vydáno roku 2007 a je na něm 14 písniček. Nejhranější písní je „Zadarmo“. Pro celé album je symbolické číslo 7 – album bylo vydáno v roce 2007, je na něm 2×7 písní, první singl „Zadarmo“ byl nasazen do rádií přesně 7. července 2007 a navíc je to sedmá řadová deska skupiny. Jedná se o poslední studiové album, na kterém hraje bubeník Pavel Grohman; ten se roku 2008 zabil na motorce.

## Seznam skladeb
| Pořadí | Název               | Délka |
| ------ | ------------------- | ----- |
| 1.     | Shake it            | 3:33  |
| 2.     | Basama fousama      | 3:17  |
| 3.     | Zadarmo             | 3:06  |
| 4.     | Můj sladký anděli   | 3:13  |
| 5.     | Vzhůru do nekonečna | 3:45  |
| 6.     | Něco tu nehrálo     | 4:09  |
| 7.     | Sonet 147           | 3:21  |
| 8.     | Zrcátko             | 3:38  |
| 9.     | Tichý nájemník      | 3:55  |
| 10.    | Chátra              | 2:53  |
| 11.    | Dopis               | 1:37  |
| 12.    | Baletka             | 3:11  |
| 13.    | Slovní pyrotechnika | 3:19  |
| 14.    | Vakuum              | 4:04  |

## Obsazení
- František Táborský – zpěv, kytara, klávesy
- Michal Malátný – zpěv, kytara, balalajka
- Štěpán Škoch – zpěv, saxofon, flétna
- Petr Kužvart – zpěv, trumpeta
- Ondřej Škoch – zpěv, basová kytara, piano
- Pavel Grohman – bicí